# خالدة جرار
خالدة جرار (9 شباط 1963) هي سياسية فلسطينية وناشطة نسوية يسارية، وعضو المكتب السياسي للجبهة الشعبية لتحرير فلسطين، وعضو في المجلس التشريعي الفلسطيني عن الجبهة. تنشط في مجال الدفاع عن حقوق الإنسان خاصة حقوق الأسرى الفلسطينيين. ترأست مؤسسة الضمير لرعاية الأسير وحقوق الإنسان والمجلس التشريعي الفلسطيني، وعضوة بالجبهة الشعبية لتحرير فلسطين. انتخبت لعضوية المجلس التشريعي في يناير 2006 واحدةً من ثلاثة نواب للجبهة الشعبية لتحرير فلسطين، واستمرت في العمل ممثلة منتخبة منذ ذلك الحين. وهي أيضاً الممثلة الفلسطينية في مجلس أوروبا، ترأس حالياً لجنة الأسرى في المجلس التشريعي الفلسطيني. لعبت دوراً رئيسياً في تعزيز طلب فلسطين للانضمام إلى المحكمة الجنائية الدولية.
اعتقلتها السلطات الإسرائيلية عدّة مرات، اعتقالات إدارية دون توجيه أي تهم. كما وجّهت إليها محكمة عسكرية إسرائيلية تهمة «التحريض والتورط في الإرهاب»، وحكم عليها بالسجن مدة 15 شهراً، قضت ستة منها قبل إطلاق سراحها بعد حملة دولية لصالحها.
حتى اعتبارًا من مايو 2021، لا تزال خالدة رهن الاعتقال الإداري بعد أن اعتقلتها القوات الإسرائيلية من منزلها في رام الله أواخر شهر أكتوبر عام 2019. تم إطلاق سراحها في ١٩ يناير ٢٠٢٥م في صفقة تبادل أسرى.

## العائلة
يدير والدها محل ألعاب أطفال في نابلس. عام 1985، بعد خطوبةٍ دامت خمس سنوات، وبعد أن أكملت دراسة الماجستير في جامعة بيرزيت، تزوجت خالدة من زميلها الطالب غسّان جرار، وهو يعمل الآن في مجال صناعة أثاث ولعب الأطفال وهو ناشط سياسي سابق اعتقل 14 مرة وقضى 10-11 سنة معتقلاً إدارياً في السجون الإسرائيلية دون محاكمة أو توجيه تهم إليه. لها ابنتان هما يافا الحاصلة على إجازة في القانون من جامعة أوتاوا، وسهى الحاصلة على درجة الماجستير في علوم الطقس والتغير المناخي وسياساته، والتي توفيت بتاريخ 11 تموز 2021 اثر نوبة قلبية.

## المهنة
كانت خالدة جرار ناشطة في مجال حقوق الإنسان لسنوات عديدة. اعتُقلت للمرة الأولى في 8 آذار\مارس 1989 وذلك على إثر مشاركتها في مظاهرة في اليوم العالمي للمرأة. كما نشطت لعدّة سنوات في دعم الأسرى الفلسطينيين، وشغلت منصب مدير منظمة الضمير، وهي منظمة غير حكومية لدعم السجناء وحقوق الإنسان في رام الله منذ عام 1993 حتى 2005 ولا تزال عضواً في مجلس إدارتها. عملت سابقاً مع وكالة الأمم المتحدة لإغاثة وتشغيل اللاجئين الفلسطينيين ونشطت بشكلٍ بارز في العمل مع النساء الفلسطينيات والدعوة لحقوق المرأة.
منذ 1998، مٌنعت خالدة من السفر خارج الأراضي الفلسطينية (الضفة الغربية وقطاع غزة)، بعد أن حضرت قمة المدافعين عن حقوق الإنسان في باريس ذلك العام. عام 2005، رفضت السلطات الإسرائيلية السماح لها بمغادرة البلاد، وهو الرفض السادس منذ عام 2000، وذلك لحضور مؤتمر حقوق الإنسان في أيرلندا الذي نظمته منظمة فرونت لاين ديفندرز (منظمة الخط الأمامي)، تحديداً «منصة دبلن الثالثة للمدافعين عن حقوق الإنسان»، حيث كان المؤتمر مجدولاً للانعقاد في دبلن 13-15 أكتوبر 2005. لم تكن قد وجّهت إليها السلطات الإسرائيلية في ذلك الوقت أي تهمة بارتكاب أي جريمة جنائية. منذ آذار 2006، أصبحت زعيمة سياسية عليا للجبهة الشعبية لتحرير فلسطين، بعد اعتقال الأمين العام للجماعة أحمد سعدات ووضعه في الحبس الانفرادي.
أجرت معها بعثة الأمم المتحدة لتقصي الحقائق في نزاع غزة مقابلةً بالهاتف عام 2009 إبان الحرب على غزة 2008–09، بعد أن رفض طلبها بالإذن بمغادرة الضفة الغربية.

## المشكلات الصحية
عانت خالدة جرار من نوبات خثار وريدي عميق، وقد عبّر محاميها عن قلقه من أن الرعاية الطبية المناسبة لحالتها قد لا تكون متوفرة في سجنٍ إسرائيلي. في تموز\يوليو 2010، أبلغ طبيبها أن الفحوصات تشير إلى أنها بحاجة إلى فحص دماغ عاجل لتحديد تشخيص عصبي دقيق. نظراً لأن المعدات الطبية لإجراء التشخيص لم تكن متوفرة في الضفة الغربية، تم إبلاغها أن وزارة الصحة في السلطة الوطنية الفلسطينية ستغطي تكاليف دخولها إلى المستشفى في مدينة عمان (مدينة)، وليس في إسرائيل. وبصفتها عضو في المجلس التشريعي الفلسطيني، ينبغي ترتيب الترحيل من أجل إجراء فحوصات طبية، كما تم التأكيد عليها، أنه يمكن ترتيب ذلك. قال مسؤول إسرائيلي في الإدارة المدنية في الضفة الغربية، إنه لا يوجد تهديد أمني إذا تم علاجها في الأردن. في 29 أغسطس، مُنعت من العبور إلى الأردن عبر جسر الملك حسين، وذكرت شاباك أنها تشكل تهديدًا أمنيًا للمنطقة. دعت نائب رئيس البرلمان الأوروبي السابقة لويزا مورغانتيني البرلمان الأوروبي للتدخل بمطالبة إسرائيل بالسماح لجرار بالذهاب إلى عمان لتلقي العلاج الطبي اللازم. بعد ذلك، سُمح لها، في وقت لاحق من ذلك العام، بالسفر إلى عمان لتلقي العلاج.

## أمر الطرد
في 20 أغسطس 2014، حاصر قرابة 50 جندياً إسرائيلياً منزلها في رام الله، وأصدر لها ضابط أمر بالطرد يتضمن إفادة بأنها تشكّل تهديداً لأمن المنطقة، وأن عليها مغادرة منزلها في رام الله ونقلها إلى منطقة أريحا، حيث كان من المقرر أن تعيش في ظل بروتوكول تقييد الحركة لمدة ستة أشهر. كان من المقرر اعتبار الأمر ساري المفعول على الفور، لكنها رفضت الأمر قائلة: «الاحتلال هو من يجب أن يغادر وطننا». وفقاً لاتفاقية أوسلو، تقع رام الله ضمن مناطق الضفة الغربية وتخضع للولاية القضائية الفلسطينية الكاملة، فرفضت خالدة التوقيع على الأمر.
استأنفت خالدة جرار القرار أمام محكمة إسرائيلية، فخفضت فترة الحظر من 6 أشهر إلى شهرٍ واحد. لكن خالدة لم تغادر رام الله في الواقع. وبحسب كاتبة عمود يسارية في صحيفة «هآرتس» الإسرائيلية، فإن رفض ترحيلها أدى إلى اعتقالها في أبريل 2015.

## الاعتقال الإداري والمحاكمة
في 3 نيسان\أبريل 2015، اعتقل جنود الاحتلال الإسرائيلي خالدة حوالي الساعة 1:15 صباحاً من منزلها. قال زوجها أن الوحدة كان قوامها 50-60 جندياً حطموا البوابة الأمامية واقتحموا المنزل. لم يُعطَ سبباً للاعتقال، على الرغمن من أن القائد قال إنها انتهكت أمراً سابقاً للجيش بمغادرة منزلها.بحسب مذكرة التوقيف، ذُكر بأن خالدة تورطت في "التحريض والتورط في الإرهاب.' وسُجنت في مصلحة السجون الإسرائيلية. وصودرت جهازي كمبيوتر وهاتف محمول. استمر اعتقالها الإداري، والذي يمكن تجديده إلى أجل غير مسمّى، حيث أصدر القرار بحقها قائد القيادة المركزية روني نوما، وراجعته محكمة عسكرية في 8 نيسان\أبريل، على الرغم من أن القانون الدولي الإنساني لا يقبل الاعتقال الإداري في حالات استثنائية وفقط كملاذ أخير، تقول جماعات حقوق الإنسان أن إسرائيل، التي تدعي أن الاعتقالات تحبط هجمات المسلحين، تتجاوز الحدود من خلال لجوئها المكثف لهذه الممارسة.
طالب أعضاء الكنيست العرب الفلسطينيون ومنهم أحمد الطيبي بالإفراج الفوري عنها ووصفتها عايدة توما سليمان بأنه «اعتقال سياسي لمسؤول منتخب يعارض الاحتلال».' كما ذكر زوجها أنه قد يكون انتقاماً محتملاً لعضوية فلسطين في المحكمة الجنائية الدولية. أشارت منظمة العفو الدولية إلى ن خالدة جرار تعاني من مشاكل صحية مزمنة، مع احتمال تعرضها للاحتجاز إلى أجل غير مسمّى دون تهمة أو محاكمة. احتجّ 58 عضواً في البرلمان الأوروبي على اعتقالها في رسالة مفتوحة إلى فيديريكا موغيريني، تفيد بأن محالات النقل القسري لشخصٍ تحت الاحتلال تشكّل انتهاكاً لاتفاقية جنيف الرابعة. صرّحت هاآرتس وقت اعتقالها بأنه:
'إذا خرقت جرار القانون، يجب على إسرائيل محاكمتها وإثبات ارتكابها لجريمة. من ناحية أخرى، إذا كان سبب احتجازها هو الانتقام، فيجب إطلاق سراحها على الفور'
أدى اعتقالها الإداري إلى حبسها الرسمي على ذمة المحاكمة، والتي بدأت بجلسة مغلقة في 15 أبريل\نيسان، في محكمة جنايات عسكرية في سجن عوفر حيث وجّه المدعي العام في المحكمة العسكرية الإسرائيلية 13 تهمة ضدها، حول ارتباطها بالجبهة الشعبية لتحرير فلسطين، وعضويتها في منظمة تصنّفها إسرائيل بأنها غير قانونية والمشاركة في الاحتجاجات والتحريض على خطف جنود الاحتلال. تشير عدّة تهم إلى قيامها بإجراء مقابلات وخطب ومحاضرات، والمشاركة في مسيرات ومعرض كتاب مسيّس، ودعوة للإفراج عن الأسرى الفلسطينيين ومعارضة الاحتلال الإسرائيلي. كما تحدّثت لائحة الاتهام عن شكوك بأنها زارت منازل عائلات السجناء، وأنها حضرت معرضاً للكتاب، ودعت إلى إطلاق سراح أحمد سعدات القيادي في الجبهة الشعبية لتحرير فلسطين.
وفقاً لمؤسسة الضمير، أكد رئيس المحكمة أمر الاعتقال الإداري، ما يعني أنه لا يمكن الإفراج عنها بكفالة. حدد يوم 29 نيسان\أبريل موعداً لمراجعة قضائية للتهم الموجهة إليها، في جلسة سيحدد فيها ما إذا كان سيتم احتجازها على ذمة التحقيق حتى نهاية محاكمتها. إذا تقرر إعادة اعتقالها، يُلغى الاعتقال الإداري. إذا لم يعاد احتجازها، تتم مراجعة أمر اعتقالها الإداري في 6 أيار\مايو 2015. في 26 نيسان، جادلت افتتاحية صحيفة هاآرتس بأن المحامية العسكرية العامة قررت توجيه اتهامات إرهابية ضدها فقط بعد أن أثار اعتقالها التعسفي انتقادات دولية وأن هناك شكوكاً في أن المحاكمة كانت بمثابة ردّ على ضلوعها في دخول فلسطين بنجاح إلى المحكمة الجنائية الدولية. أشارت الافتتاحية إلى أن اعتقال مسؤولة منتخبة ديمقراطياً هو انتهاك لحصانتها البرلمانية من قبل القوات الإسرائيلية داخل الأراضي الخاضعة للولاية الفلسطينية بالكامل قد تمّ تجاهله بشكلٍ عام من قبل وسائل الإعلام الإسرائيلية، ولم يثر أي احتجاجات تقريباً من قبل الجماعات النسائية نيابةً عن إحدى الناشطات
كانت خالدة السيدة الوحيدة المحتجزة بموجب سياسة الاعتقال الإداري الإسرائيلية، ثم انضمّت إلى 16 نائباً فلسطينياً مسجونين بالفعل دون محاكمة بموجب إجراء الاعتقال الإداري نفسه، إلى جانب 450 معتقلاً إدارياً مسجونين دون إجراءات قانونية، صدرت بحقّ 319 منهم أوامر اعتقال إداري في الأشهر الأربعة الأولى من عام 2015، أي 6 أضعاف العدد المسجل في العام السابق، بحسب مركز الأسير الفلسطيني للدراسات.

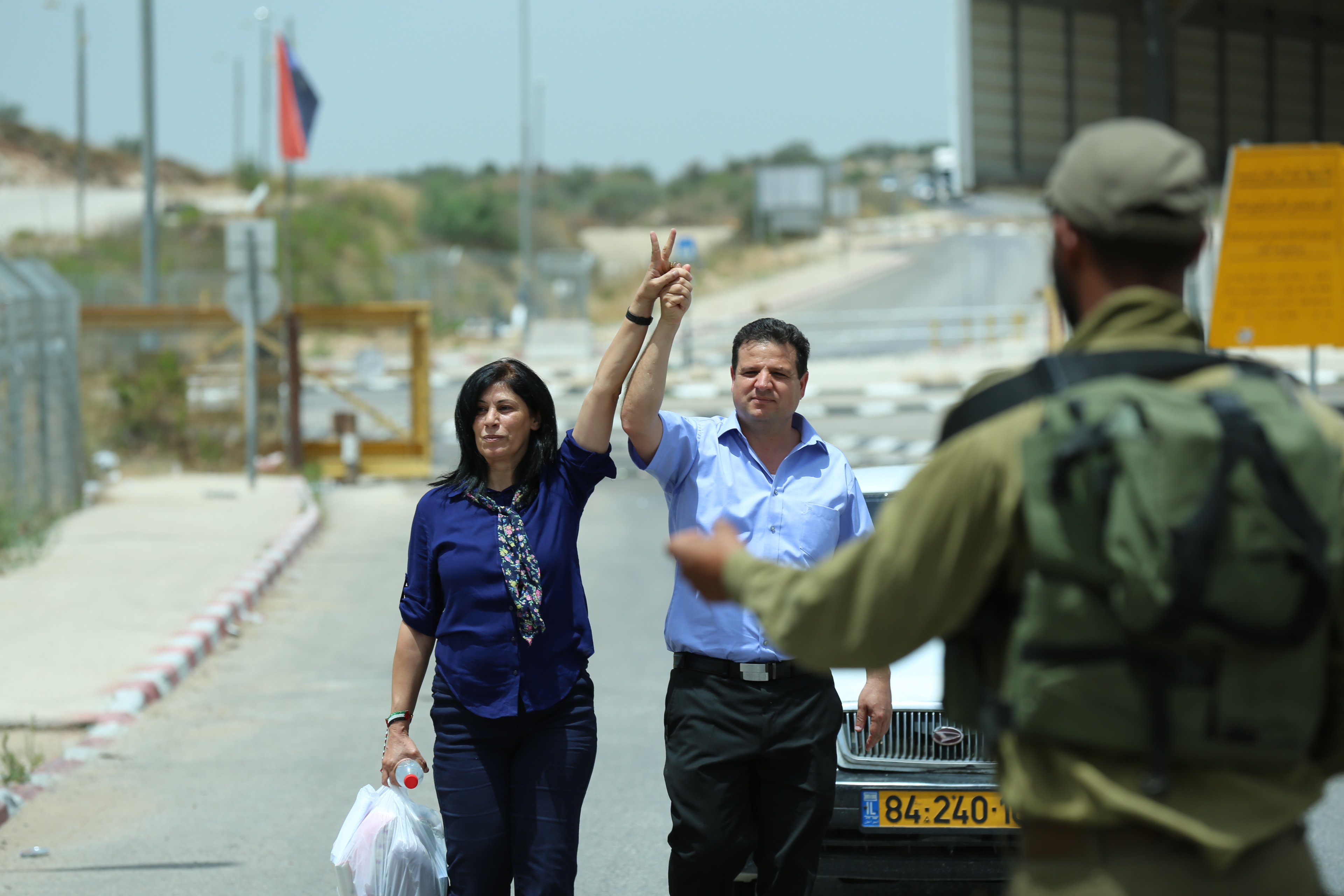
النائبة الفلسطينية خالدة جرار مع عضو الكنيست أيمن عودة رئيس القائمة المشتركة بعد أن أفرجت عنها السلطات الإسرائيلية

في 21 أيار\ماي 2015، قضت المحكمة بإطلاق سراحها ووضعها قيد الإقامة الجبرية، وغُرّمت 5180 دولاراً. وبحسب ما ورد ذكرت منظمة العفو الدولية، التي ذكرت أنها قدمت للمحاكمة ورجلاها مقيدتان، أن القاضي حكم بأن قضية الادعاء تستند إلى أدلة غير كافية وغير مؤرخة. أعطيت النيابة 3 أيام لاستئناف القرار. استأنفت النيابة بعد ذلك قرار الإفراج عنها بكفالة، ونقضت المحكمة الحكم في 28 أيار\مايو قائلةً أن جرار «خطر أمني» بموجب أدلّة سرّية، وفقاً لمؤسسة الضمير، وأمرت المحكمة باحتجازها حتى موعد الاعتقال.
بحلول تشرين الثاني (نوفمبر) 2015، كانت خالدة لا تزال قيد الاعتقال، فيما وصف محاميها الأمر بـ«السيرك أو التمثيلية».
في 6 كانون الأول\ديسمبر 2015، حُكم على خالدة جرار بالسجن لمدة 15 شهراً بتهمة الانتماء إلى منظمة غير مشروعة والتحريض، وحكم عليها بالسحن لمدة عام مع وقف التنفيذ خلال فترة 5 سنوات، وتمّ تغريمها 2.582 دولاراً وأفرج عنها في 3 حزيران\يونيو 2016.
في 2 تموز\يوليو 2017، اعتقلت قوات الاحتلال الإسرائيلي خالدة مرة أخرى بتهمة تتعلق بالأمن القومي.
في يونيو 2018، تم تمديد حبسها لمدة أربعة أشهر أخرى، في حين أن المعلومات حول التهم الموجهة إليها كانت لا تزال سرية، والتي تمّ تجديدها مرة أخرى حتى 28 شباط\فبراير 2019. وكانت محتجزة في خربة الدامون (حيفا).
تم الإفراج عنها في 28 شباط\فبراير 2019، بعد 20 شهراً من الاعتقال الإداري دون توجيه أي تهمة ضدها أو محاكمتها.
في أواخر تشرين الأول\أكتوبر 2019، اعتقلت مرة أخرى، حيث حاصر 70 جندياً إسرائيلياً منزلها في مدينة رام الله الساعة 3:00 صباحاً. وبحسب مصادر عسكرية إسرائيلية، فقد اعتُقلت «للاشتباه في تورطها في أنشطة تهدد الأمن في المنطقة». وجاء في لائحة الاتهام «...شغل منصب في جمعية غير مشروعة». حكمت عليها المحكمة العسكرية الإسرائيلية بمزيد من الاعتقال الإداري.
وفي 26 ديسمبر 2023، اعتقلها مرة أخرى الجيش الإسرائيل بعد أن اقتحموا منزل العائلة في رام الله "وكسروا الباب الساعة 5 صباحاً".

## التحرير
أعلنت إسرائيل الإفراج عنها برفقة 90 أسير وأسيرة في اليوم الأول من المرحلة الأولى من اتفاق وقف إطلاق النار بين إسرائيل وحماس الموقع في نهاية معركة طوفان الأقصى 